# MaK G 1204 BB
Die Lokomotive MaK G 1204 BB ist eine dieselhydraulische Lokomotive, von der  Maschinenbau Kiel (MaK) gebaut, die die Achsfolge B’B’ aufweist.

## Merkmale
Sie hat eine Leistung von 1.120 kW und erreicht eine maximale Geschwindigkeit von 80 km/h. Eingebaut wurden Motoren von MTU. Je nach Ausrüstungsvariante bringt sie es auf eine Dienstmasse von 72 t bis 88 t. Ihr Tankinhalt beträgt 2.500 l. Im Deutschen Fahrzeugeinstellungsregister wurde für diese Bauart die Baureihennummer 98 80 0276 vergeben. Von den in den Hauptabmessungen gleichen G 1201 und G 1203 unterscheidet sie sich durch die seitlichen Lüfter.

## Geschichte
Die Lokomotive gehört zu einem Typenprogramm, das die Typenempfehlungen des Bundesverbandes Deutscher Eisenbahnen, die Anfang der 1970er Jahre entwickelt wurden, umsetzte. Dazu gehören der Zugang zum Führerhaus über den Umlauf, Rangierertritte im Schutz des Frontschildes an allen vier Ecken und schmale Vorbauten, die die Sicht auf die Puffer vom Führerhaus ermöglichen. Der hochliegende Rahmen verbesserte die Zugänglichkeit zu den Aggregaten.
Die MaK G 1204 BB wurde zwischen 1981 und 1991 in 18 Exemplaren gebaut. Sie gingen an acht verschiedene Eisenbahnunternehmen. Zwei Exemplare fahren als Am 842 bei den SBB.